# Kościół Wniebowzięcia Najświętszej Marii Panny w Żukowie
Kościół Wniebowzięcia Najświętszej Marii Panny w Żukowie – gotycki kościół z XIV wieku, przebudowany w XV i XVII wieku. Część dawnego klasztoru norbertanek w Żukowie, obecnie należy do parafii Wniebowzięcia Najświętszej Maryi Panny w Żukowie.

## Historia
Kościół zbudowany w XIV wieku przez siostry norbertanki. Mury pamiętają Książąt Pomorskich z XIII wieku. Zbudowano go wraz z klasztorem przeniesionym z pobliskiej Stolpy (dawna część Żukowa) po najeździe z 1226 r. Kościół był w posiadaniu klasztoru aż do 1834 r., kiedy został skasowany przez rząd pruski. W 1836 r. przejęła go parafia żukowska. Budynki klasztoru zostały sprzedane, a w dawnej stajni urządzono plebanię. Z klasztoru ocalał kościół klasztorny, stajnia i wozownia, budynek z filarem na środku i sklepieniem, mur z wnękami z przedstawieniami zakonnic i figura św. Norberta na dziedzińcu.
Cmentarz przykościelny pochodzi z XVII wieku.

## Architektura
Badania archeologiczne z 1999 r. wykazały dwie fazy budowy kościoła w średniowieczu: z 1375 r. i 1433 r. Kościół wzniesiony został z cegły, w stylu gotyckim, o długości 38 metrów, 9 szerokości i 14 wysokości. We wnętrzu zastosowano dwa rodzaje sklepień: krzyżowe i kolebkowe. Elewacje zewnętrzne zakrystii i klatki schodowej na chór pochodzą z początku XVIII w.

## Wyposażenie

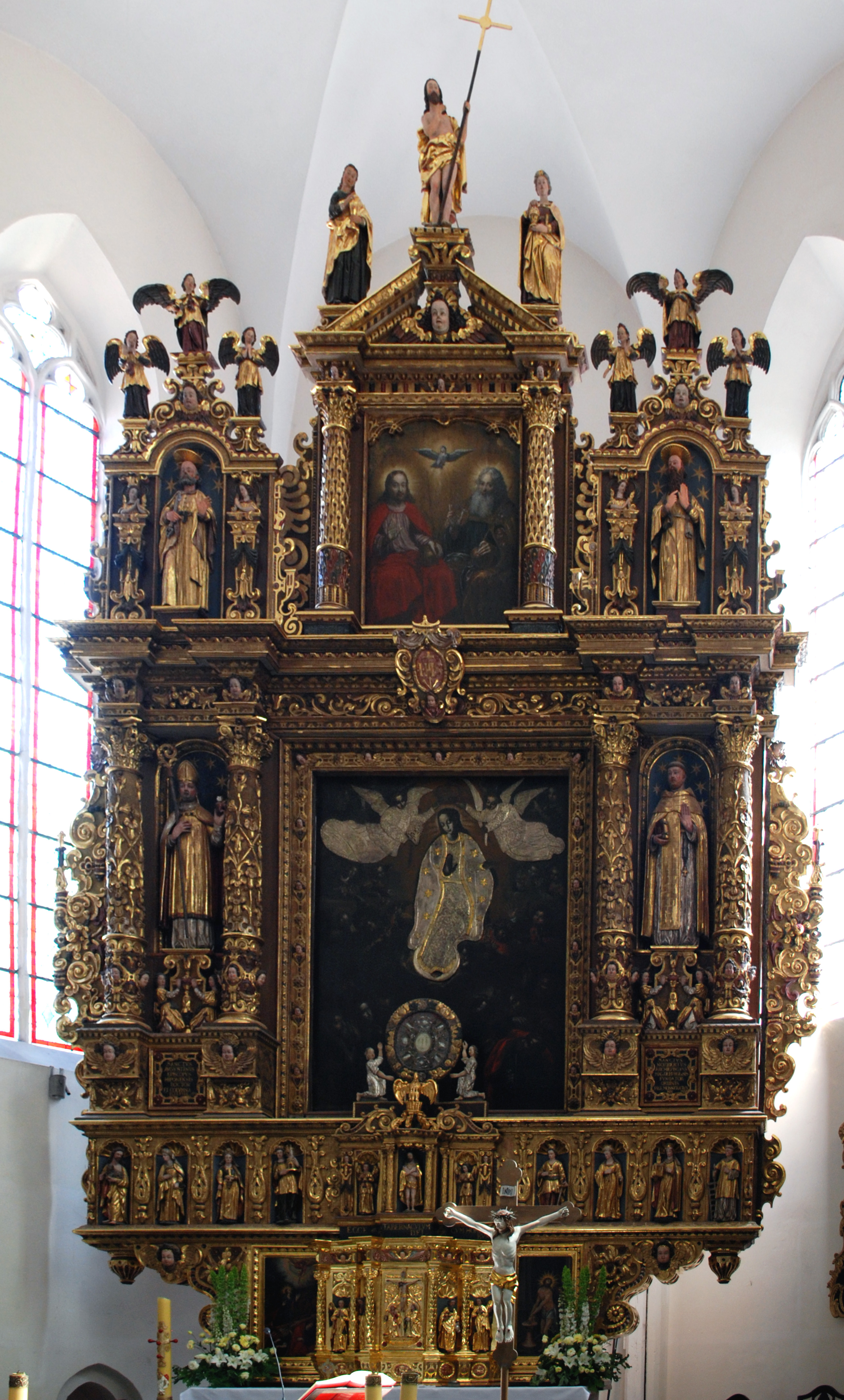
Barokowy ołtarz główny z obrazami Hermana Hana

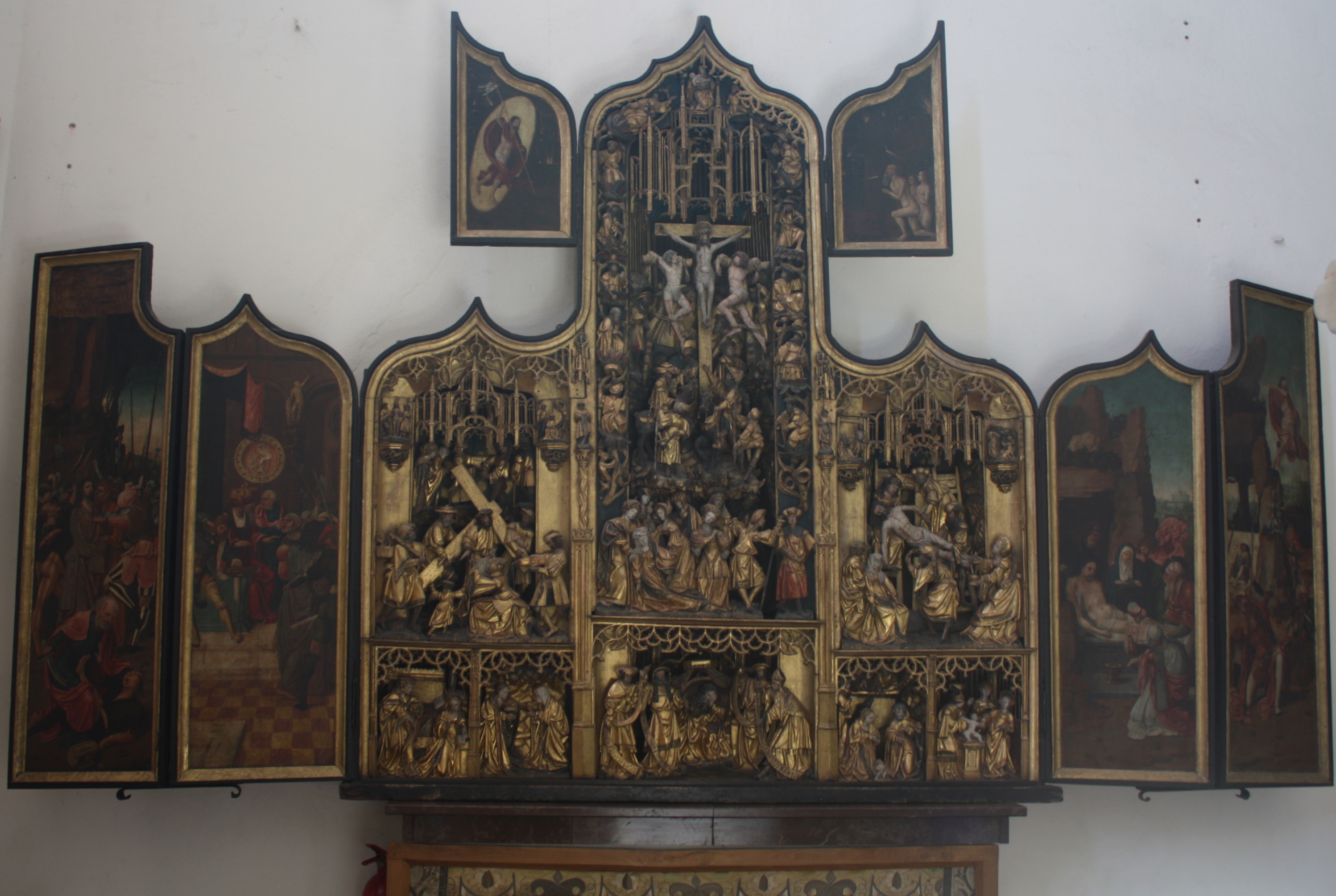
Tryptyk antwerpski z ok. 1515 r.

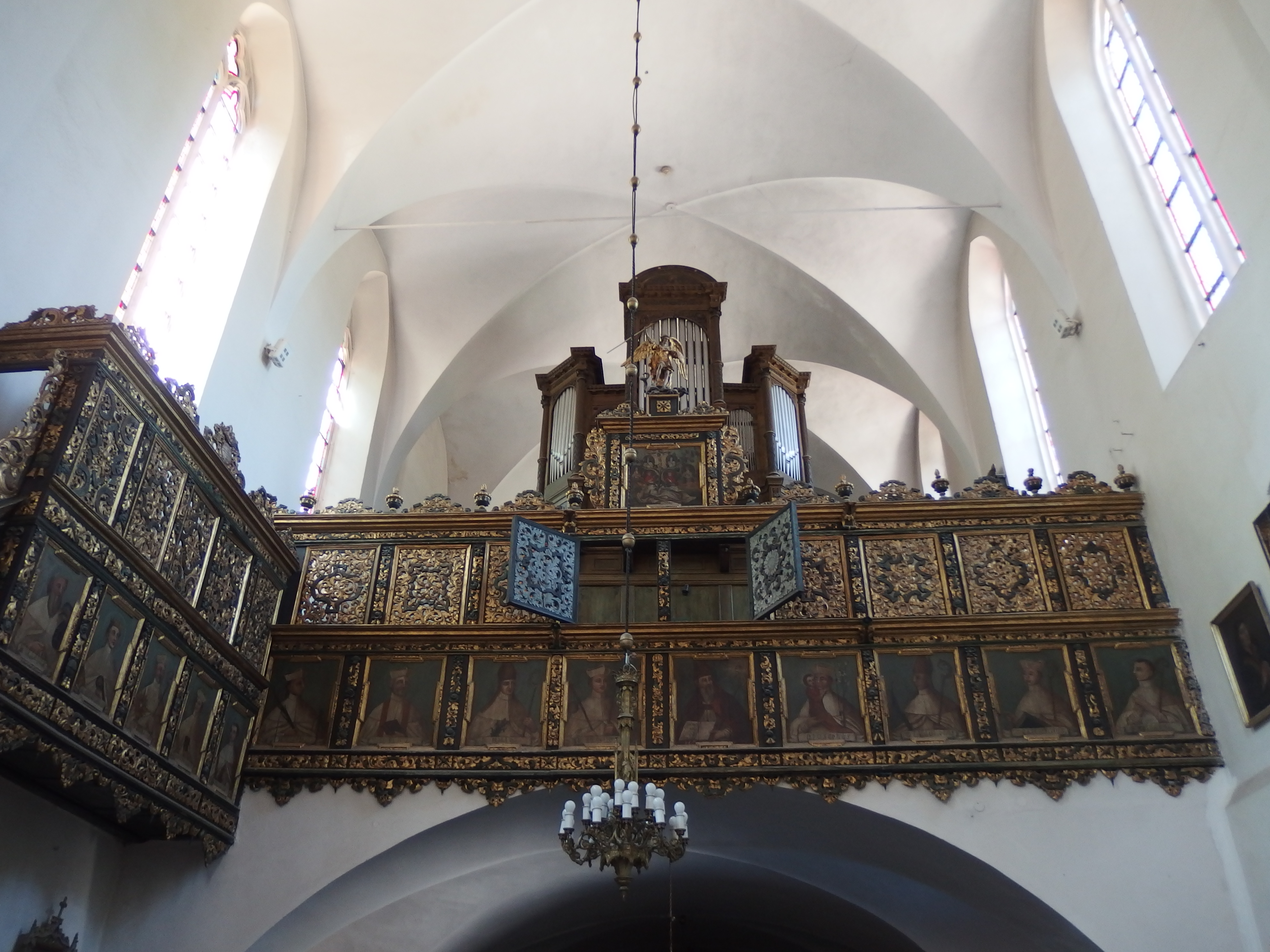
Organy

- XVII-wieczny ołtarz główny z obrazami Hermana Hana: Madonna wśród Aniołów i Trójca Przenajświętsza, relikwiarzem, figurami Jezusa Zmartwychwstałego, św. Marii Magdaleny, św. Jana Ewangelisty i aniołów,
- XVI-wieczny ołtarz Świętej Rodziny z późnogotycką figurą Matki Boskiej Wadzińskiej,
- ołtarz Świętego Norberta z XVIII w.,
- tryptyk antwerpski z życiem Jezusa z XVI w.,
- tryptyk Mestwina, który został poświęcony fundatorowi i jego żonie, czyli księciu Mestwinowi I i Zwinisławie,
- empora chórowa połączona z amboną; prace nad emporą zakończono 23 lipca 1766 r.,
- obrazy z XVIII w., w tym Norbertanki Zamordowane przez Prusów w 1226 r. i Zdjęcie z krzyża,
- tęcza z XVII w.,
- krzyż nad wejściem do zakrystii z około 1360 r.
- Dzwony
  - sygnaturka z 1737 r.
  - dwa dzwony z lat 50. XX w. o napędzie łańcuchowym o imionach ,,Maria" i ,,Norbert".
- Organy
  - organy stojące na dawnym chórze zakonnic zostały zbudowane w latach 50 XX wieku.(prospekt w barwie ciemnozielonej).  Obecnie posiadają 25 głosów. Są wyposażone w miech, trakturę pneumatyczną i dmuchawę elektryczną. Organy te wymagają remontu.